# Национални музеј Шкотске
Национални музеј Шкотске у Единбургу, Шкотска, основан је 2006. године спајањем новог музеја Шкотске, са збиркама које се односе на шкотске антиквитете, културу и историју и Краљевског шкотског музеја (преименованог 1904), са колекцијама које покривају науку и технологију, природну историју и светску културу. Две повезане зграде стоје једна поред друге у улици Чемберс (Chambers), на раскрсници са мостом Џорџа IV, у централном Единбургу. Музеј је део Националних музеја Шкотске. Улаз је бесплатан.
Две зграде задржавају препознатљиве ликове: Музеј Шкотске смештен је у модерној згради која је отворена 1998. године, док је бивша зграда Краљевског музеја започета 1861, а делимично отворена 1866, са викторијанском фасадом венецијанске ренесансе и великом централном халом са конструкцијом од ливеног гвожђа која се диже целом висином зграде. Ова зграда подвргнута је значајној обнови и поново отворена 29. јула 2011. године, након трогодишњих радова на обнови и проширењу зграде, вредним 47 милиона фунти, које су водили Gareth Hoskins Architects, заједно са истовременим редизајном изложби од стране Ralph Appelbaum Associates.
Национални музеј садржи колекције некадашњег Националног музеја антиквитета Шкотске. Поред националних збирки шкотских археолошких налаза и средњовековних предмета, музеј садржи артефакте из целог света који обухватају геологију, археологију, природну историју, науку, технологију, уметност и светску културу. 16 нових галерија које су поново отворене 2011. године укључују 8.000 објеката, од којих 80 процената раније није било изложено. Један од запаженијих експоната је препарирано тело овце Доли, првог успешног клонирања сисара из ћелије одраслих. Остали истакнути садржаји укључују изложбе древних Египћана, једно од екстравагантних одела Елтона Џона, колекцију костима Џин Мјур и велику кинетичку скулптуру названу Миленијумски сат. Шкотски изум који је вишегодишњи фаворит на школским забавама је шкотска гиљотина, рани облик гиљотине.
У 2018. години музеј је имао 2.227.773 посетилаца, што га чини најпопуларнијом атракцијом посетилаца Шкотске те године.

## Историја
За историју музеја може се рећи да почиње 1780. године оснивањем Друштва антиквара Шкотске, које и даље постоји, али чија је збирка археолошких и других налаза пренета влади 1858. године као Национални музеј антиквитета Шкотске, од 1891. дели исту зграду са Шкотском националном галеријом портрета у Квин Стриту (Queen Street) у Новом граду (New Town), у Единбургу.
1861. године започела је градња Индустријског музеја Шкотске у улици Чемберс, а принц Алберт је положио камен темељац. 1866. године преименован је у Единбуршки музеј науке и уметности. 1888. године зграда је завршена, а 1904. године институција је преименована у Краљевски шкотски музеј.
Организационо спајање Националног музеја антиквитета Шкотске и Краљевског шкотског музеја догодило се 1985. године, али две колекције су задржале одвојене зграде до 1995. године. 1998. године отворена је нова зграда Музеја Шкотске, поред зграде Краљевског музеја, и повезана са њом. Главни план преуређења викторијанске зграде и даље интеграције архитектуре и колекција покренут је 2004. године, а 2006. године оба музеја формално су спојена у Национални музеј Шкотске. Стара зграда Краљевског музеја затворена је за преуређење 2008. године, а пре поновног отварања у јулу 2011. године.
Краљевски шкотски музеј излаже шаљиве експонате на Дан шале, 1. април. 1975. године изложена је измишљена птица звана Лажна птица голог попрсја (Bare-fronted Hoodwink) (позната по урођеној способности да лети далеко од посматрача да је не би могли идентификовати). На изложби су биле фотографије замагљених птица које лете. Да би изложба била убедљивија, препаратор је птицу сашио из разних остатака правих птица, укључујући главу вране , тело птице мочварице и ноге непознате пловуше. Голи предњи део био је састављен од воска.
Особље музеја предузело је вишедневне штрајкачке акције током 2015. и 2016, које је сазвао Синдикат јавних и комерцијалних услуга.

## Архитектура

### Зграда Краљевског музеја
Изградња је започета 1861. године и одвијала се у фазама, при чему су се неки делови отварали и пре него што су други започети да се граде. Првобитни део зграде завршен је 1888. године. Дизајнирао га је грађевински инжењер, капетан Франсис Фовке (Francis Fowke) из Краљевских инжењера (Royal Engineers), који је такође одговоран за Краљевски Алберт Хол (Royal Albert Hall). Екстеријер, дизајниран у венецијанском ренесансном стилу, са главном двораном преплављеном светлошћу или Великом галеријом, инспирисаном Кристалном палатом.
Музеј је наставио са бројним проширењима у задњем делу зграде, посебно у тридесетим годинама прошлог века. 1998. године отворен је Музеј Шкотске који је интерно повезан са зградом Краљевског музеја. Главном реконструкцијом 2011. године искоришћене су некадашње складишне просторе за формирање засвођене улазне хале од 1400 квадратних метара на нивоу улице. То је укључивало спуштање нивоа пода за 1,2 метра. Било је могуће додати и лифтове и покретне степенице.

### Зграда музеја Шкотске
Зграда се састоји од геометријских, Корбизјеовских форми, али такође има бројне ознаке Шкотске, попут брохова и одбрамбене архитектуре у облику замкова. Пресвучена је златним пешчаром, кога је један од његових архитеката, Гордон Бенсон, назвао "најстаријим експонатом у згради", што је карактеристика шкотске геологије. Зграда је била номинована за Стирлингову награду 1999. године.

## Збирке
Галерије у новијој згради представљају историју Шкотске хронолошким редом, почевши од праисторије до раног средњовековног периода, на најнижем нивоу, до каснијих периода на вишим нивоима. Викторијанска зграда, поново отворена 2011. године, садржи четири зоне (свака са бројним галеријама), које покривају природну историју, светске културе (укључујући галерије о Јужном Пацифику, Источној Азији и Старом Египту), европску уметност и дизајн, науку и технологију. Велика галерија садржи мноштво великих предмета из збирки, са приказом под називом "Прозор у свет" који се уздиже на четири спрата или око 20 метара, а садржи преко 800 предмета који одражавају обимност збирки. Иза Велике галерије у приземљу налази се галерија "Открића", са предметима повезаним са "изванредним Шкотима ... у областима проналаска, истраживања и авантуре". Значајни артефакти укључују:
- Асирски рељеф краља Ashurnasirpal II
- Реликвијар из Монимуска (Monymusk Reliquary)
- Благо острва Св. Нинијана
- 11 шаховских фигура са острва Lewis (Остатак је у Британском музеју)
- Келтске шнале, укључујући шналу из Hunterston-а
- Штит за коње са роговима са језера Torrs
- Пиктски каменови (споменици старог народа Пикта)(Pictish stone)
- Лавица из Cramond-а, шлем из Newstead-а и други предмети из римског периода
- Камен са натписом, из Lunnasting-а
- Сребрни ланац из Whitecleuch-а
- Колекција накита из бронзаног доба (Migdale Hoard)
- Bute mazer, средњевековна посуда
- Скулптуре Едварда Паолоција са преисторијским накитом
- Застава Уједињеног краљевства и застава Шкотске које су носили династија Хановер односно Јакобити, у битки код Каледона
- Гиљотина
- Препарирана овца Доли
- Слике Маргарет Макдоналд
- Скулптуре Ендија Голсвотија, инспирисане радом шкотског геолога Џејмса Хатона

## Галерија
- Детаљ блага острва Светог Нинијана
- Неки од 11 шахиста са острва Луис
- Фосил стегосаура
- Овца Доли